# Alpaida regua
Espèce
Alpaida regua est une espèce d'araignées aranéomorphes de la famille des Araneidae.

## Distribution
Cette espèce est endémique de l'État de Rio de Janeiro au Brésil,. Elle se rencontre vers Cachoeiras de Macacu.

## Description
Le mâle holotype mesure 3,8 mm et la femelle paratype 5,3 mm, les mâles mesurent de 3,6 à 7,9 mm et les femelles de 4,0 à 8,0 mm.

## Systématique et taxinomie
Cette espèce a été décrite par Baptista, Castanheira, Schinelli & Assunção-Oliveira en 2025.

## Étymologie
Son nom d'espèce lui a été donné en référence au lieu de sa découverte, la réserve écologique de Guapiaçu (REGUA).

## Publication originale
- Baptista, Castanheira, Schinelli, Oliveira, Wermelinger-Moreira, Assuncao-Oliveira & Prado, 2025 : « Ten new species of the orb-weaving spider genus Alpaida O. Pickard-Cambridge, 1889 (Araneae: Araneidae) from southeast Brazil. » Arachnology, vol. 20, no 1, p. 80-89.